# 합천 가남정
합천 가남정(陜川 伽南亭)은 대한민국 경상남도 합천군 야로면에 있는 재실이다.
1983년 12월 20일 경상남도의 문화재자료 제80호 가남정으로 지정되었다가, 2018년 12월 20일 현재의 명칭으로 변경되었다.

## 개요
조선 명종(재위 1545∼1567) 때 생존했던 문암 정인기·금월헌 정인함·우천 정인철·낙제 정인지 4형제를 위하여 문중에서 지은 정자이다.
건물은 앞면 4칸·옆면 2칸의 규모로, 지붕은 옆면에서 볼 때 여덟 팔(八)자 모양인 팔작지붕이다. 정자 앞에는 금월헌 신도비가 있다.

## 참고 문헌
- 합천 가남정 - 국가유산청 국가유산포털